# Charles Keightley

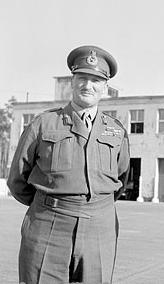
Keightley in 1949

Generaal Sir Charles Frederic Keightley (24 juni 1901 – 17 juni 1974) was een officier in het Britse leger tijdens de Tweede Wereldoorlog.

## Biografie
Keightley werd in 1901 geboren en in 1921 toegevoegd aan de 5e/6e Dragoons. In 1938 werd hij instructeur aan de Staff College in Camberley. In 1940 werd hij benoemd tot Assistant Adjutant & Quartermaster General van de 1e Pantserdivisie. Op 13 mei 1941 kreeg hij het commando over de 30e Pantserbrigade en werd bevorderd tot brigadier. Begin 1942 was hij korte tijd commandant van de Royal Armoured Corps Training Establishment. Op 21 april 1942 werd hij bevorderd tot generaal-majoor en kreeg hij het bevel over de 11e Pantserdivisie, die toen gestationeerd was in Groot-Brittannië.
Op 19 mei 1942 kreeg Keightley het bevel over de 6e Pantserdivisie en was met de pantserdivisie betrokken bij de Tunesische en de Italiaanse Veldtocht. In december 1943 ruilde hij van commando met generaal-majoor Vyvyan Evelegh, bevelhebber van de 78e Infanteriedivisie. De 78e Infanteriedivisie werd zijn eerste infanteriedivisie waarover hij het bevel voerde. In augustus 1944 werd hij bevorderd tot luitenant-generaal en kreeg het bevel over het 5e Legerkorps. Hij voerde het bevel over het legerkorps tijdens Operatie Olive, de aanval op de Gotische Linie in de lente van 1944, en ook tijdens het lenteoffensief in april 1945. Het legerkorps rukte daarna op richting Oostenrijk.
In Oost-Tirol en Karinthië nam Keightley de overgave in ontvangst van de “Lienz Kozakken”, onder hen hun leiders Pjotr Krasnov, Kelech Ghirey en Andrei Shkuro en de 15e SS Kozakken Cavaleriekorps onder Helmuth von Pannwitz. Op de Conferentie van Jalta werd door de Britten zelf beslist om alle Sovjet-burgers over te leveren aan de Sovjet-Unie. Na overleg met Harold Macmillan werd besloten om alle gevangenen en hun familie ongeacht hun nationaliteit, inclusief mensen met Franse, Duitse, Joegoslavische en Nansenpaspoorten, over te dragen. De gevangenen werden bij Judenburg overgedragen aan de SMERSJ; velen van hen werden onmiddellijk geëxecuteerd, de rest werden naar de Goelag gestuurd.
In 1946 verliet Keightley Oostenrijk in de rang van generaal-majoor en werd benoemd tot Director of Military Training bij de War Office. In 1948 werd hij Militair Secretaris bij het ministerie van Oorlog in de rang van luitenant-generaal. Op 21 september 1949 kreeg hij het bevel over de British Army of the Rhine in Duitsland. In augustus 1951 werd hij met de rang van generaal opperbevelhebber van de Far East Land Forces. In 1953 werd hij opperbevelhebber van de Middle East Land Forces en was in die hoedanigheid betrokken bij de Suezcrisis. Tussen 23 november 1947 en 23 november 1957 was hij kolonel van de 5e Royal Inniskilling Dragoon Guards.
In 1957 ging hij met pensioen en werd benoemd tot Gouverneur en opperbevelhebber van Gibraltar, een post die hij tot 1962 behield. Hij stierf in 1974.

## Decoraties
- Ridder Grootkruis in de Orde van het Bad – 1953 (KCB 1950; CB 5 augustus 1943)
- Ridder Grootkruis in de Orde van het Britse Rijk – 1957 (KBE 5 juli 1945; OBE 1941)
- Orde van Voorname Dienst – 3 augustus 1944
- Legioen van Verdienste (Officier 10 augustus 1943 en Commandeur 23 mei 1947)